# Pontile nord di Bagnoli

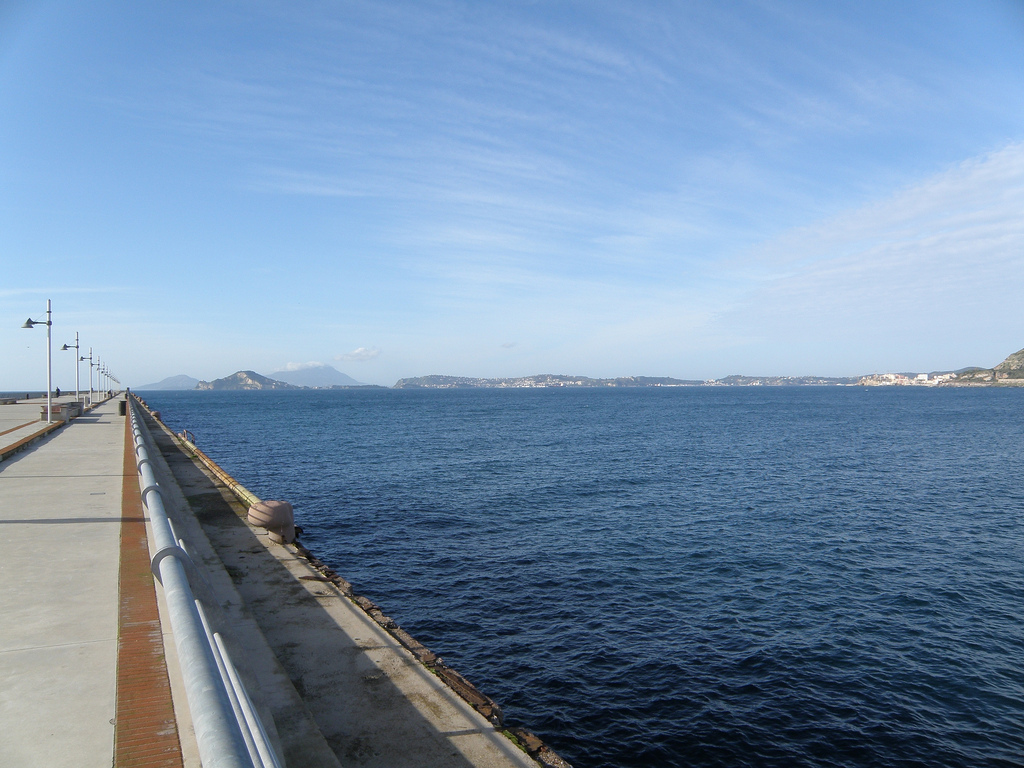
Panorama in direzione ovest dal Pontile Nord

Il pontile nord è una struttura di cemento lunga circa 900 metri adibita a passeggiata panoramica. Ubicato nel quartiere di Bagnoli a Napoli si trova nell'area che in passato ospitava lo stabilimento siderurgico dell'Italsider, chiuso definitivamente nel 1993.
La struttura, che si protrae nel mare per almeno due terzi della sua lunghezza, costruita nel 1962 per le necessità di ampliamento dello stabilimento siderurgico, è stata ristrutturata dalla società Bagnoli Futura nell'ambito del progetto di riqualificazione urbana dell'area dismessa dell'ex-Italsider e inaugurata il 22 dicembre 2005. La parte finale del percorso è attualmente inagibile a causa della carente manutenzione della struttura. 
La denominazione Nord sta ad indicare l'ubicazione geografica del pontile, essendo il più settentrionale dei pontili ferroviari dell'ex-Italsider. L'esposizione e la direzione del pontile sono invece ovest/sud-ovest.

## Storia

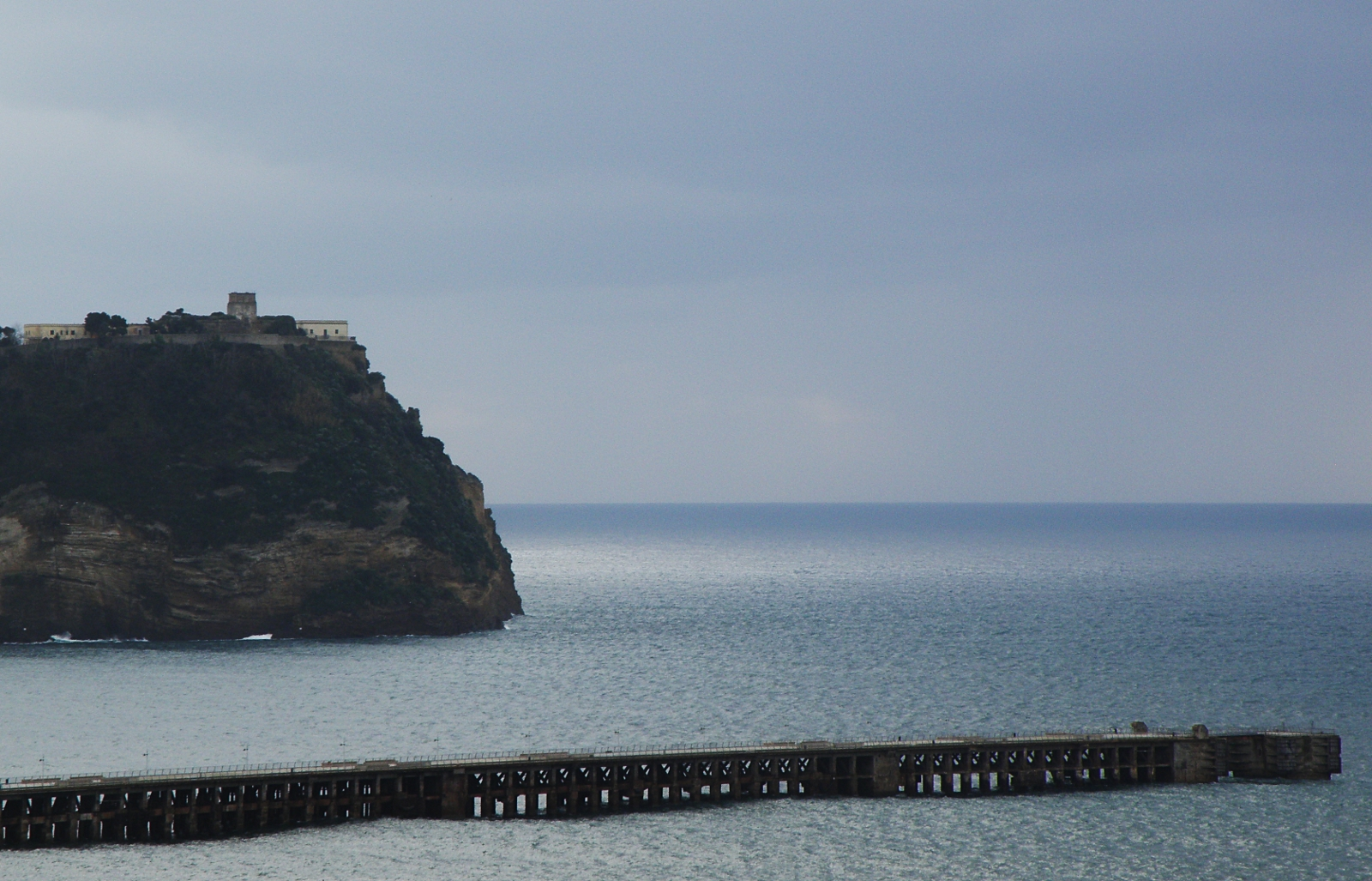
Pontile-nord ripreso da Agnano

Costruito nel 1962, quando lo stabilimento siderurgico dell'Italsider era in funzione, il pontile era utilizzato per l'attracco delle navi che scaricavano materie prime come il ferro e il carbon-coke. Il trasporto della merce veniva effettuato con treni che viaggiavano sui binari predisposti, di cui è possibile osservare ancora qualche resto. A metà del percorso del pontile è rimasto lo scheletro della cabina di scambio, che consentiva un ulteriore collegamento con l'altoforno rosso ancora presente sulla terraferma.
È inoltre il luogo in cui è stata scattata la foto della copertina dell’album dei Litfiba, Mondi sommersi.

## Caratteristiche della struttura
Il pontile nord è stato inserito tra i siti del Maggio dei Monumenti di Napoli.
L'illuminazione della struttura è stata realizzata con luce soffusa irradiata in direzione superiore dal basso ad illuminare i pilastri, ed in direzione inferiore con lampioni per illuminare il percorso. L'intero progetto è stato redatto nel 2000 dall'architetto Luigi Lopez, funzionario del Comune di Napoli e la sua realizzazione è intervenuta 5 anni dopo (da febbraio a novembre del 2005). La parte finale, l'"isola", è caratterizzata da un ponticello che la collega al pontile vero e proprio e da una rosa dei venti che, inoltre, indica alcune località che si incontrerebbero ipotizzando un viaggio virtuale lungo le direzioni della bussola. Da alcuni anni l'"isola" è inaccessibile a causa del dissesto del ponticello di collegamento.
A destra del pontile, all'inizio della banchina, nel 1998, è stata realizzata un'opera dello scultore Giancarlo Neri. Si tratta di una sorta di totem realizzato con materiali provenienti dall'ex-acciaieria e grazie alla collaborazione degli ex operai dello stabilimento (che in quel periodo lavoravano allo smantellamento dello stesso). Tale struttura soprannominata Pasqualone, un nome che ironicamente si rifà ai moai, i giganti busti dell'Isola di Pasqua, è costituita da una ciminiera di 30 tonnellate alla base. In vetta, presenta un'enorme testa cilindrica d'acciaio scuro. Una valvola per ossigeno, è il naso. Fili di paglia ferrosa attorcigliati, rappresentano i capelli. Fanali antideflagrazione, gli occhi.

## Panorama
Lungo tutto il percorso è possibile ammirare il panorama offerto dal Golfo di Pozzuoli. In direzione sud è possibile ammirare l'isolotto di Nisida poco distante in linea d'aria. In direzione ovest è possibile ammirare Capo Miseno e alle sue spalle le isole di Procida e Ischia.

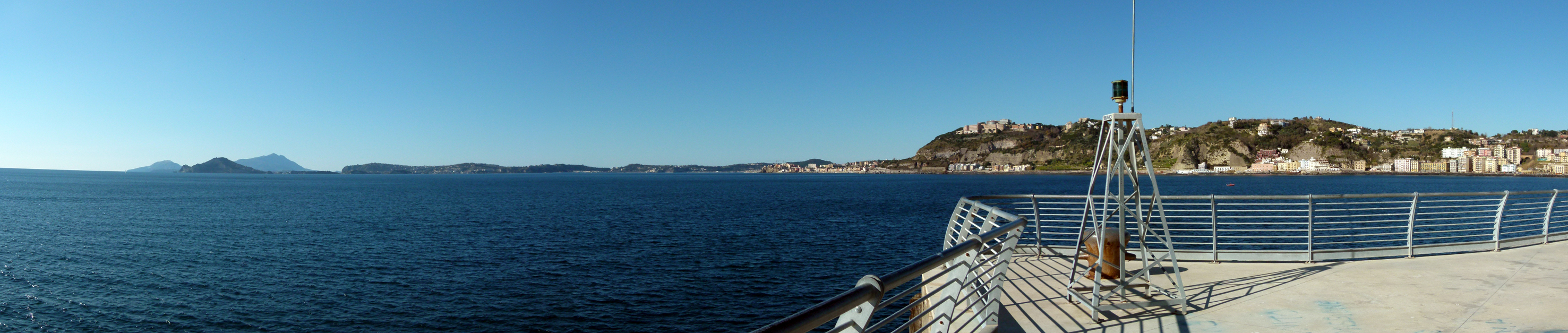
Panorama con Ischia e Capo Miseno dal Pontile Nord di Bagnoli

## Orari di accesso
Il pontile è accessibile gratuitamente nelle fasce orarie comunicate dalla società Bagnolifutura, di seguito indicate:
| Giorni                      | Apertura | Chiusura |
| --------------------------- | -------- | -------- |
| 1 gennaio - 30 marzo 2024   | 8,00     | 19,00    |
| 2 aprile - 30 dicembre 2024 | 8,00     | 21,00    |

Mezz'ora prima della chiusura non è più possibile accedere alla struttura

## Galleria d'immagini

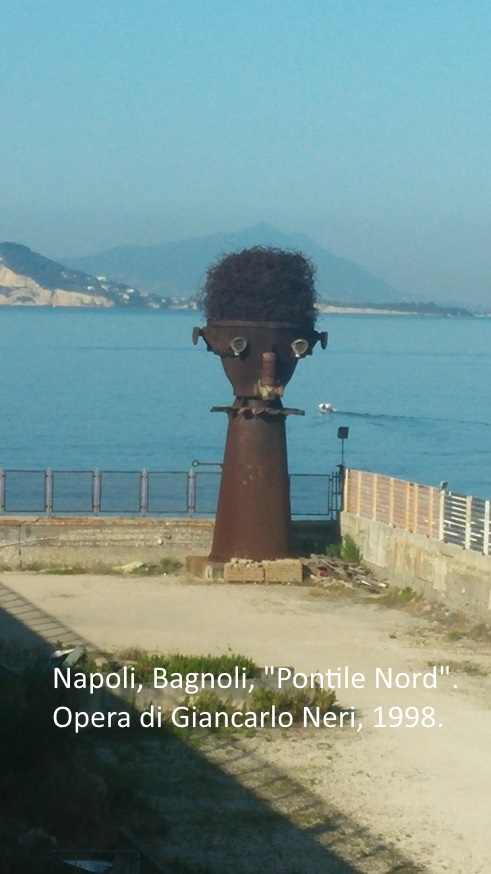
Statua vicino al Pontile Nord di Bagnoli, Napoli. Creata da Giancarlo Neri nel 1998 con pezzi presi dall'Italsider.